# Kumin (biljna vrsta)
Kumin (lat. Cuminum cyminum) biljka je iz porodice Apiaceae, autohtona od istočnog Mediterana do Južne Azije.
Sjemenke kumina koriste se u kulinarstvu. Također pruža mnogo mogućnosti kao tradicionalna ljekovita biljka.
Kumin raste do 30-50 cm. To je jednogodišnja biljka s vitkom, gustom, razgranatom stabljikom, koja je visoka 20-30 cm i ima promjer od 3-5 cm. Svaka grana ima dvije do tri podgrane. Sve grane postižu istu visinu, stoga ima jedinstvenu krošnju. Stabljika je siva ili tamnozelena. Listovi su 5-10 cm dugački. Cvjetovi su mali, bijeli ili ružičasti i štitasti su. Plod je dug 4-5 mm, sadrži dva merikarpa s jednim sjemenom. Sjeme ima osam grebena s uljnim kanalima. 
Glavni proizvođač i potrošač kumina je Indija. Proizvodi 70% svjetske proizvodnje i troše 90%. Ostali proizvođači su: Sirija (7%), Iran (6%) i Turska (6%). Preostalih 11% dolazi iz drugih zemalja. Ukupno oko 300,000 tona kumina godišnje se proizvodi diljem svijeta. Godine 2007. Indija je proizvela oko 175,000 tona kumina na površini od oko 410,000 ha. Prosječni prinos iznosio je 0,43 tona po hektaru. 
Malteški otok Comino nazvan je po kuminu.